# Dennis Eagan
Dennis Michael Royal Eagan  (13. kolovoza 1926.) je bivši engleski hokejaš na travi. 
Osvojio je brončano odličje na hokejaškom turniru na Olimpijskim igrama 1952. u Helsinkiju igrajući za Uj. Kraljevstvo. Igrao je na trima susretima mjestu halfa-braniča.

## Vanjske poveznice
- Profil na Sports-Reference.com  Arhivirana inačica izvorne stranice od 13. studenoga 2014. (Wayback Machine)
- Profil na Database Olympics